# Falange Filipina
La Falange Filipina era el nom informal que va rebre la secció de Falange Espanyola —posteriorment FET i de les JONS— a les Filipines.

Bandera de la Falange Filipina

## Història
La secció filipina de la Falange va ser creada en 1936, per membres de la colònia espanyola establerta en la llavors Mancomunitat Filipina. El partit va estar dirigit inicialment, durant la segona meitat de la dècada de 1930, per l'empresari Andrés Soriano. Després de l'esclat de la Guerra Civil Espanyola, la militància de la Falange a l'arxipèlag filipí va experimentar un considerable augment: molts treballadors de la Companyia General de Tabacs de Filipines van ingressar al partit obligats pels directius de la companyia, simpatitzants de Francisco Franco. Posteriorment, destacarien Martín Pou Roselló i Enrique Zóbel d'Ayala en el lideratge de la Falange Filipina.
El suport al partit va continuar creixent després de la victòria del bàndol franquista a la Guerra Civil. Abans de l'esclat de la Segona Guerra Mundial, el suport a Franco i la Falange era alt entre la colònia espanyola de les Filipines. La situació va fer un pas més després que Japó entrés en guerra: a través de la Falange Filipina, el Servei Exterior de Falange va arribar a col·laborar amb les forces armades japoneses en la seva lluita contra les forces militars nord-americanes durant la Campanya de les Filipines, el 1942.
No obstant això, aquesta situació va demostrar ser merament conjuntural, ja que a partir del 1943 les relacions hispanojaponeses es van deteriorar considerablement. El cònsol espanyol a Manila, José del Castaño, va prohibir tota activitat de Falange després de la victòria nord-americana i la retirada dels invasors japonesos de les Filipines el 1945. Castaño va haver de tornar a Espanya, nomenant a Patricio Hermoso a càrrec de la Falange Filipina perquè aquest s'assegurés de la seva desactivació. Només va continuar operant, temporalment, l'Auxili Social.